# Charles Wang
Charles B. Wang (Shanghái, China; 19 de agosto de 1944-Oyster Bay, Nueva York, Estados Unidos; 21 de octubre de 2018) fue un empresario chino del sector informático. Junto con Russell Artzt, fue uno de los fundadores de CA Technologies y era dueño del equipo de hockey sobre hielo New York Islanders.

## Primeros años
Nació en Shanghái en 1944 pero emigró a Estados Unidos junto a su familia cuando tenía ocho años. Estudió en el Brooklyn Technical High School y en el Queens College de Nueva York. Trabajó en la Universidad de Columbia. 

## Negocios

### Asociados en la  computación
Wang y su socio comercial Russell Artzt establecieron Computer Associates en 1976, guiando a la compañía hacia su posición actual como una de las corporaciones de software independientes más grandes del mundo. Un año después, Computer Associates se convirtió en la primera empresa de software empresarial en ofrecer productos multiplataforma, prefiriendo su énfasis continuo en la compatibilidad y la integración. En 1989, Computer Associates se convirtió en la primera compañía de software en alcanzar los mil millones de dólares en ingresos.
La permanencia de Wang como CEO de Computer Associates estuvo marcada por un rápido crecimiento, con frecuencia como resultado de prácticas de contratación estrictas y altas expectativas para los ejecutivos de las empresas adquiridas. Casi todos los gerentes de Computer Associate se promovieron desde dentro, por lo que se mantuvieron muy pocos gerentes incorporados. Los vendedores recién contratados tenían alguna experiencia en ventas, pero no en software. Era inusual que un técnico fuera considerado para ventas porque el programa de capacitación de las empresas estaba orientado a productos en lugar de a ventas profesionales. La demarcación de aprobación / rechazo fue brusca, por lo que un rendimiento de ventas inadecuado originaba la terminación. En total, Wang realizó varias docenas de adquisiciones y las empresas adquiridas se equiparon con empleados de Computer Associates.
También era conocido por su compromiso con un estilo de gestión orientado a la familia, y por promover a varias mujeres a puestos directivos. En 1979, tres años después de la fundación de la compañía, Wang había instalado a su hermano mayor Tony, un abogado corporativo, como presidente y director de operaciones. Tony mantuvo el cargo hasta su retiro en 1992, para dar paso a Sanjay Kumar, quien se unió a través de su adquisición en 1987 de Archrival Uccel Corporation. En 1998, Nancy Li, la segunda esposa de Charles Wang, fue nombrada Directora de Tecnología de CA ("CTO"). En respuesta a las críticas sobre su llamado estilo de gestión "paternalista", Wang argumentó que la comunidad de inversión castigó el precio de las acciones de Computer Associate debido a su negativa a anular su sentido de lealtad familiar para evitar la aparición del nepotismo. 
En 1998, Wang había iniciado una adquisición de mucho riesgo de 9 mil millones de dólares para las acciones de Computer Sciences Corporation (CSC). El Washington Post informó sobre la "preocupación" de la gerencia de CSC sobre la oferta pública al aludir a los "vínculos con extranjeros" de Computer Associates. Era una referencia directa al origen de Wang y al hecho de que ciertas instituciones gubernamentales chinas (así como las de los Estados Unidos, Europa y otros países) eran clientes de Computer Associates. La sugerencia fue que vincularse con Computer Associates pondría en peligro los contratos de CSC con las agencias gubernamentales de los Estados Unidos. Culpando lo que en su opinión era una caza de brujas con motivaciones raciales y de origen, Wang abandonó la oferta.
En 2000, recibió una demanda en donde se acusaba a Wang, al entonces presidente Kumar y cofundador Artzt de informar erróneamente más de 2.5 mil millones de dólares en ingresos en su reporte fiscal correspondiente de 1997, 1998, 1999 y 2000 (abril a marzo) años, con el fin de inflar artificialmente el precio de las acciones. Una opción de acciones emitidas anteriormente establecida en 1995 especificó que un cierto número de acciones se otorgaría cuando las acciones de Computer Associates mantuvieran un precio objetivo. El punto de referencia se alcanzó en 1998, y los tres ejecutivos combinados recibieron casi 1 mil millones de dólares en acciones de Computer Associates, y el mismo Wang obtuvo 700 millones de dólares; ya había sido el CEO mejor pagado de los Estados Unidos en los últimos cuatro años. Desde entonces, se presentaron al menos otras cuatro demandas colectivas contra Computer Associates, todas las cuales nombraron a Wang específicamente, y todas fueron resueltas o desestimadas sin encontrar ninguna responsabilidad por parte de Wang. A medida que la controversia continuaba persiguiendo a Wang, incluso después de que devolvió una parte del premio de acciones, renunció como CEO en 2000 y luego renunció como Presidente de la Junta en 2002. 
Kumar renunció como presidente y director ejecutivo en abril de 2004, luego de una investigación sobre el escándalo contable que informó de manera incorrecta los ingresos. Un gran jurado federal en Brooklyn acusó a Kumar por cargos de fraude el 22 de septiembre de 2004. Kumar se declaró culpable de obstrucción de la justicia y cargos de fraude de valores el 24 de abril de 2006.

### Los isleños de Nueva York
Wang era un propietario minoritario de la franquicia de hockey de los New York Islanders, En 2000, Wang adquirió el equipo de hockey sobre hielo New York Islanders, uno de los más renombrados en su disciplina, de la cual se había convertido en copropietario en 2000, y propietario mayoritario de 2001-2016. Más tarde compró la parte de su socio comercial Sanjay Kumar en 2004, y adquirió la franquicia original de Iowa Barnstormers Arena Football League, trasladándolos a Long Island y rebautizándolos como New York Dragons. Las decisiones a veces poco ortodoxas de Wang como propietario recibieron una mezcla de elogios y críticas.
Según el exgerente general de los Islanders, Mike Milbury, Wang "asumió que nadie podría anotar un gol más allá de un luchador de sumo". Milbury dijo que "era un hombre de palabra, un tipo que quería desesperadamente mantener al equipo en la isla".
Al principio, Wang tenía la voluntad de gastar dinero con el objetivo de hacer que los isleños fueran competitivos. Sin embargo, las nóminas recientes del equipo disminuyeron cuando los isleños no pudieron alcanzar los playoffs entre las temporadas 2006–07 y 2012–13.
Wang contrató a Neil Smith como gerente general de los Islanders durante las Finales de la Copa Stanley de 2006, pero 40 días después, Smith fue despedido debido a su falta de voluntad para adherirse al estilo de Wang de "gestión por comité". Wang luego le dio el trabajo a Garth Snow, quien posteriormente se retiró de su posición de juego como portero de respaldo del equipo. Wang dijo que las "diferencias filosóficas" eran la base para despedir a Smith. Esta serie de movimientos de personal, combinados con la aprobación de Wang de los contratos a largo plazo para Alexei Yashin y el portero Rick DiPietro varios años después, inspiraron una reacción crítica de los periodistas de hockey. Milbury informó que tuvo que convencer a Wang de no darle a Michael Peca un contrato de diez años. 
Un artículo de Forbes investigó por qué ciertas franquicias de la NHL podrían seguir siendo rentables a pesar de la escasa asistencia y la falta de rentabilidad general de la liga. Descubrieron que varios propietarios de la liga informaron poco sobre sus ingresos por transmisión por cable; acusaron específicamente a Wang de excluir la mitad de los 17 millones de dólares pagados a los isleños para la temporada de transmisión por cable de 2003. Wang realizó numerosos esfuerzos para construir una nueva arena en el condado de Nassau, ya que el Veterans Memorial Coliseum fue la segunda arena activa más antigua, y el contrato de arrendamiento de los isleños finalizó en 2015. 
Fue el desarrollador principal de The Lighthouse Project , una transformación de propiedad del Coliseo de Nassau y alrededor de 150 acres (0,61 km²). El proyecto iba a incluir un hotel de cinco estrellas, condominios, un complejo deportivo con cuatro pistas de hielo, una instalación de baloncesto y un moderno club de salud que habría servido como centro de práctica de los isleños y también habría estado abierto al público. El desarrollo también habría incluido un centro de tecnología deportiva, una plaza al aire libre y un centro de conferencias. El proyecto fue considerado demasiado grande por la supervisora de la ciudad de Hempstead, Kate Murray, quien hizo una contrapropuesta que era aproximadamente la mitad del tamaño de lo que Wang originalmente había pensado. Wang se opuso a la propuesta de Murray y decidió tratar de financiar la construcción de un nuevo escenario para los isleños con fondos públicos, en lugar de pagarlo él mismo como parte del Proyecto Faro. En mayo de 2011, Wang, junto con el condado de Nassau, comenzó una campaña de 82 días por una fianza de 400 millones de dólares para financiar un nuevo escenario para los isleños. El 1 de agosto de 2011, la propuesta fue rechazada por un margen de 57% a 43%. 
Wang había declarado que no habría comprado al equipo si supiera lo difícil que sería, y no lo haría si tuviera la opción otra vez. Un artículo del New York Times detallaba los intentos "desesperados" de Wang para mantener al equipo en Long Island. En última instancia, sin embargo, Wang no pudo asegurar una arena renovada o nueva en Uniondale. Jeff Wilpon, el director de operaciones de la Liga Mayor de Béisbol. New York Mets, discute la posibilidad de comprar a los isleños de Wang y moverlos junto al estadio local de los Mets el Citi Field en Flushing, Queens. También hubo informes de que el empresario Nelson Peltz quería comprar a los isleños de Wang y trasladarlos al Barclays Center en Brooklyn. El 24 de octubre de 2012, Wang anunció que los isleños se mudarían al Centro Barclays en 2015, después de que finalizaran su contrato de arrendamiento en el Nassau Veterans Memorial Coliseum. En varias entrevistas, Wang dijo que "era Brooklyn, o fuera de la ciudad". A pesar del movimiento, la franquicia seguirá siendo nombrada como los isleños de Nueva York y están geográficamente todavía en Long Island. 
En agosto de 2014, la NHL anunció que Wang había acordado vender "un interés minoritario sustancial en el equipo" a un grupo de inversionistas, entre ellos Jon Ledecky y Scott D. Malkin  y que el grupo estaría "haciendo la transición a la propiedad mayoritaria en dos años".

### Filantropía
Wang era un filántropo activo y en 1999 estableció la Fundación Charles B. Wang con el objetivo de donar a numerosas organizaciones benéficas que se centraban en mejorar las vidas de los niños y los marginados. Trabajó con causas como Smile Train, World Childhood Foundation. Plainview Chinese Cultural Center y National Center for Missing and Exploited Children, entre otros. Su donación de más de 50 millones de dólares a la Universidad Estatal de Nueva York en Stony Brook para la construcción del Charles B. Wang Center fue, en ese momento, la más grande en la historia de un SUNY.colegio. También financió la expansión de la Clínica de Salud de Chinatown, que pasó a llamarse Centro de Salud Comunitario Charles B. Wang.
Como cofundador y presidente de Smile Train en 1999, Wang dio una donación inicial de 30 millones de dólares para cubrir todos los gastos administrativos y en adelante se mantuvo activo en los esfuerzos de la organización benéfica para ayudar a los niños con labio leporino y paladar hendido, en más de 80 países.
Uno de los atributos más importantes que Wang trajo a su propiedad de los isleños fue expandir sus programas basados en la comunidad a través de la Fundación de Niños de los isleños, que comenzó en 2003 y se ha convertido en un pilar fundamental. La Fundación trabaja con organizaciones benéficas de salud infantil, educación y desarrollo de hockey juvenil. En 2006, el equipo creó el Proyecto Esperanza,, que se centra en el desarrollo del hockey sobre hielo en China. Wang también reclutó a la jugadora de hockey profesional femenina, Angela Ruggiero, para el proyecto. 
En 2000, Wang y sus hermanos, Anthony y Francis, donaron una nueva escuela de derecho a la Universidad Soochow de China en honor a su padre Kenneth Wang y en celebración del centésimo aniversario de la universidad, se inauguró oficialmente en 2003.

### Premios y distinciones
El 3 de mayo de 2009, Wang fue honrado por la Sociedad Histórica China de Los Ángeles del sur de California en "Celebración de los estadounidenses chinos en los deportes". [24]

### Residencia de Long Island
La mansión de Wang en Oyster Bay, en la Costa Dorada de Long Island, se encuentra cerca de Sagamore Hill, la casa del presidente Theodore Roosevelt .

## Fortuna personal
En el año 2000, Wang encabezó la lista de empresarios mejor pagos de Estados Unidos según la revista Forbes. Por entonces, se estimaba que sus ganancias durante 1999 ascendían a 650 millones de dólares.